# Okręg Saint-Georges
Okręg Saint-Georges (fr. Arrondissement de Saint-Georges) – okręg w Gujanie Francuskiej. Został utworzony w 2022 roku przez podzielenie okręgu Kajenna.
Populacja według danych INSEE. 
| 2011  | 2016  | 2022  |
| ----- | ----- | ----- |
| 6 749 | 7 100 | 8 895 |

W skład okręgu wchodzą gminy:
- Saint-Georges
- Camopi
- Ouanary
- Régina